# エーデルワイス (ゲーム)
エーデルワイス（Edelweiss）は、成人向けゲームブランド 「OVERDRIVE（オーバードライブ）」が製作したアダルトゲーム。
スピンオフ作品である『エーデルワイス 詠伝ファンタジア』についても本項目にて記述する。

## 概要
グリーングリーンシリーズをプロデュースした「bamboo」が 2006年4月に新ブランド「OVERDRIVE」を設立し、同社が製作するゲームの第一弾であり、グリーングリーンシリーズと同じく「全寮制の学生生活」をテーマにした恋愛アドベンチャーゲームである。エンディングテーマはヒロイン毎、バッドエンドにもテーマ曲がある上に、オープニングテーマのギター講座やライブ映像も収録されているように、音楽性の強いプロデューサー色が前面に押し出されている。また、海外版（英語字幕）がヨーロッパ市場向けにMangaGamerにて配信されている。
2020年5月29日にクラウドゲーミングプラットフォーム「OOParts」でも配信された。

### スピンオフ作品
『エーデルワイス 詠伝ファンタジア』の節を参照。

### モバイル端末への展開
本作のストーリーから性的描写シーンを除いた携帯電話アプリゲームが『禁断のギャルゲー』から公開されている。

## ストーリー
男子校「私立房宗学園」に在籍する主人公達が、錬金術の栄える『詠伝島』（えいでんじま）にある全寮制女子校「詠伝学園」への交換留学制度を機に、孤島での共学生活をストーリーとした、18禁全寮制恋愛アドベンチャーゲームである。本作は、錬金術をキーワードにそれぞれシナリオが用意されている。構成は、前半で編入後から夏休みまでの共通ルートとし、中盤から選択肢により各ヒロインのルートへ分岐する。

## 登場人物

### メインキャラクター
春間 一志（はるま かずし）声：なし（ゲーム）/ 田中大文（ドラマCD）
本作品の主人公。2年生。妹がおり、厳格な父親は房宗学園の卒業生であり八神の先輩。ネクタイピンをいざというときのためにと言って何故か三つもつけている。唯一の得意料理はオムライス。
青空 遥花（あおぞら はるか）声：井上美紀
2年生。詠伝学園のある詠伝島に生まれ育った学園長の孫。
遥花ルートでは、一志には錬金術に関して何かあるのではないかと緋紗江と遥花は一志を観察するようになるが、日を重ねるごとに遥花は一志に対して恋愛感情を抱くようになる。
スリーサイズは87cm（D）/59cm/85cm。
日向 みずき（ひなた みずき）声：小松由佳
2年生。泳ぐことが好きなスポーツ少女。裸で泳いでいる所を一志に目撃されてしまい、編入当初はなかなか接せられなかった。
スリーサイズは87cm（E）/55cm/81cm。
鴨池 蘭（かもいけ らん）声：永島由子
自由奔放な金儲けが趣味の2年生。
蘭ルートでは、子供の頃迷子になった時、持っていた10円で親に電話をかける事ができて再会できたという話を知り、なぜ金への執着が強いのかが分かる。
スリーサイズは81cm（B）/62cm/88cm。
雨宮 なつめ（あまみや なつめ）声：松本桜
1年生。無口で、あまり人と接する事はしないどこか不思議な感じのする女の子。
スリーサイズは76cm（A）/58cm/72cm。
伊吹 芽衣（いぶき めい）声：鈴木麻里子
詠伝学園の教員で主人公達のクラスの担任。年齢は20歳代中盤で詠伝学園の卒業生。ダジャレ好き。教師就任以前の記憶を喪失している。
スリーサイズは96cm（G）/59cm/90cm。

### サブキャラクター
アッポー 声：田中一成
2年生。主人公の悪友。風体が「毒リンゴ」な事からアッポーのニックネームがつく。本名「陣内 敏明（じんない としあき）」。後にカズ子の彼氏となる。
ピエール 声：服巻浩司
2年生。主人公の悪友。モテそうだからという理由で、ピエールと名乗っているが生粋の日本人。本名「堀川 昌央（ほりかわ まさお）」。
ダイゴ 声：高塚正也
2年生。小心者で常にジャージを愛用している巨漢。本名は姓は「工藤」だが、名は物語中には出現しないため不明。
藤崎 凛（ふじさき りん）声：一色ヒカル
2年生。主人公達と同じクラス。得意技は料理。お姉さん的な性格で面倒見が良いが、下着は派手で見た目とは正反対のものを着用している。後作のファンディスクでは主役を演じる。
高瀬 さくら（たかせ さくら）声：西沢広香
2年生。主人公達と同じクラス。元気がよくクラスのマスコット的キャラクター。凛と同様後作のファンディスクでは主役を演じる。
風船 カズ子（ふうせん かずこ）声：御崎朱美
2年生。スタイルと後姿だけは抜群に良いがかなり勘違い入っている女の子。黒魔術の家系で、安藤とは旧知の仲。後にアッポーの彼女となる。
安藤 麗（あんどう れい）声：斉藤貴美子
2年生。巨娘。父親は警察庁幹部。風船とは旧知の仲。
パンチュー 声：竹本英史
主人公達の先輩。房宗学園最強を誇り超硬派で鳴らした猛者。実家がパン屋のためパン作りが趣味。本名は姓は「飯田」だが、名は物語中には出現しないため不明。
八神 裕（やがみ ひろむ）声：稲田徹
房宗学園の卒業生であり教員。既婚。男子側の引率として生徒達とこの学園に来た。担当科目は「歴史」だが、何故か三角定規を常備している。
青空 緋紗江（あおぞら ひさえ）声：斉藤貴美子
詠伝学園長。錬金術師であり遥花の祖母。本作品の重要な鍵を握る人物。清兵衛の死に打ちひしがれ、錬金術で蘇生させようと目論んでいる。
青空 清兵衛（あおぞら せいべえ）
緋紗江の夫。錬金術師であり遥花の祖父。若くして亡くなった。遥花ルートで登場する。容姿が一志に酷似している。
雨宮 錬治（あまみや れんじ）
町の雑貨屋「ハラキリ堂」店主。島の診療所の非常勤医師（医師免許は未取得）。通称「宮さん」。錬金術師であり、なつめは娘。

## スタッフ
- プロデューサ：bamboo
- 原画・キャラクターデザイン：片倉真二
- サウンドプロデューサー：milktub
- シナリオ：Team N.G.X
- ムービー：Iris motion graphics

## 主題歌
オープニングテーマ
- 『Ashberry』

歌：NANA 作詞：桑島由一 作曲：milktub 編曲：ms-jacky
エンディングテーマ
- 『Remember』 -遥花エンディング-

歌：中原涼 作詞：桑島由一 作曲：milktub 編曲：ms-jacky
- 『エーデルワイス』 -みずきエンディング-

歌：佐藤ひろ美 作詞：milktub 作曲：milktub 編曲：ms-jacky
- 『晴れた日の午後に』 -蘭エンディング-

歌：UR@N 作詞：milktub 作曲：milktub 編曲：ms-jacky
- 『祝福の歌』 -なつめエンディング-

歌：yozuca* 作詞：Team N.G.X 作曲：milktub 編曲：ms-jacky
- 『AROUND THE WORLD』 -芽衣エンディング-

歌：YURIA 作詞：milktub 作曲：milktub 編曲：ms-jacky
- 『HAPPY GO!!』 -男エンディング-（MTCD-04 コミックマーケット70にて頒布）

歌：milktub 作詞：milktub 作曲：milktub 編曲：ms-jacky

## 映像特典
本作品には、ムービーモードとしておまけ要素的な物が収録されている。全ヒロインを攻略すると見る事ができる。
- Ashberry ギター講座

オープニングテーマ「Ashberry」のギター演奏を収録。初級編・上級編・特別編と3種類ある。
初級編は全編コードバッキングのみのピック奏法による演奏で、画面右下にコード名およびコードダイアグラム(押弦するポジションが示されたもの)が表示される。上級編はイントロや間奏部分をコードバッキングからリードギターに差し替えた演奏となっている。コードの情報やTAB譜は表示されないため、コピーには耳コピーをするしかない。ただし、リード部分はオクターブ奏法での難易度の低い箇所のみとなっており、若干の速弾きが混じるギターソロ部分は、コードバッキングのパートを演奏しているため、耳コピは容易いと思われる。特別編は傘とエアギターでの解説。初級編、上級編と異なりコメントが細かく入る。
- Ashberry ライブ映像

2006年9月17日に開催された「エーデルワイスお披露目ライブ（LIVEGATE TOKYO）」のライブ映像を収録。本来のヴォーカルはNANAであるが、ライブではUR@Nが歌っている。

## エーデルワイス 詠伝ファンタジア
本作品に登場する『高瀬さくら』と『藤崎凛』にスポットを当てた番外編ストーリーを収録したものが2008年8月29日に発売された。

### スタッフ
- プロデューサー：楢崎陽
- 原画・キャラクターデザイン：片倉真二
- 音楽：milktub
- シナリオ：Team N.G.X
- ムービー：Mju:z
- エグゼクティブプロデューサー：竹内“bamboo”博

### 主題歌
オープニングテーマ
- 『Ashberry』

歌：NANA 作詞：桑島由一 作曲：milktub 編曲：ms-jacky
エンディングテーマ
- 『さくら日記』 -さくらエンディング-

歌・作詞：UR@N 作曲・編曲：宮崎京一
- 『Secret Garden』 -凛エンディング-

歌・作詞：中原涼 作曲・編曲：宮崎京一

## 関連商品
シングル
- Ashberry（自主制作/OVCD-01、2006年9月29日）
主題歌「Ashberry」と遥花エンディング曲「Remember」を収録したCD

アルバム
- Original Sound Track [FLOWERS] （ランティス/LACA-5597 2006年12月21日）
- サンセット・サンライズ（ランティス/LACA-5609 2007年3月28日）

ドラマCD
- 詠伝島花粉大戦争（ランティス/LACA-5606 2007年2月7日）